# 卡濟爾河
53°46′50″N 92°53′30″E / 53.78056°N 92.89167°E
卡濟爾河是俄羅斯的河流，位於伊爾庫茨克州和克拉斯諾亞爾斯克邊疆區，河道全長388公里，流域面積約20,900平方公里，發源自東薩彥嶺，河水主要來自融雪和雨水。